# Roggia Boniforte
La Roggia Boniforte (in lingua lombarda Sasser, pronuncia milanese [sa'se:]) è una roggia che fa da scolmatore del Naviglio Grande. Nasce a Milano, quasi alla fine del percorso del Naviglio prima di entrare nella Darsena, più o meno vicino al ponte di pietra che si trova davanti alla chiesa di Santa Maria delle Grazie al Naviglio. L'acqua viene quindi scolmata con delle chiuse, e passa sotto terra fino alla via Argelati, dove spunta fuori per circa cento metri. In via Argelati, storicamente, il canale veniva utilizzato dalle lavandaie per pulire i panni e i ragazzini vi facevano il bagno d'estate.
Dopo aver passato quella via, torna sotto terra sino a piazza Arcole, e torna in superficie nel parco Segantini. Dopo, torna sotterrato fino a Moncucco dove si unisce al Lambro Meridionale.
A partire dagli anni 1990 e fino al 2017 la Roggia Boniforte è svuotata e priva d'acqua.